# ColorMonitor IIe/AppleColor Composite Monitor IIe
ColorMonitor IIe, пізніше перейменований на AppleColor Composite Monitor IIe — кольоровий або сірий монохромний (з можливістю вибору) 13-дюймовий ЕПТ-монітор, виготовлений компанією Apple Computer для сімейства персональних комп'ютерів Apple II. Цей монітор призначений для розміщення в пазах у верхній частині комп'ютерів Apple II, Apple II+ та Apple IIe. Цей монітор жорстко фіксується та не має можливості повороту.